# 降雪を除く天候不順以外で中止・打ち切りになった日本プロ野球の試合
本項では、降雪を除く天候不順以外で中止・打ち切りになった日本プロ野球の試合を挙げる。

## 収録対象

### 対象となる試合
- 本項目では、日本のプロ野球（日本野球機構およびその前身組織運営）における一軍の試合を収録する。
  - 二軍の試合中止についてはいかなる理由についても本一覧に収録しないが、備考欄では新型コロナウイルス感染症に伴う副次的影響の記載のみ可能とする。
  - オープン戦は一部のみ収録。
- ポストシーズンについても、天候以外の理由により本拠地球場が使用できないことによる開催地や日程の変更が生じた試合は収録する。
  - なお、ポストシーズンでの勝者が決定したことにより不催行となった試合（番勝負で規定の勝数に達したことによる残り試合等）は収録しない。

### 対象となる中止理由
- 天候不順とは「試合当日の野球場付近の天候悪化（降雨・強風・濃霧など）およびそれによるグラウンドコンディション不良」を指すこととし、それ以外の理由で中止・打ち切りとなった試合を収録する。ただし、天候不順でも降雪および積雪は収録対象とする。
  - サスペンデッドゲームは理由を問わず収録しない（サスペンデッドゲーム#日本プロ野球に記載）。
  - ノーゲームは天候不順以外が理由のものを収録する。
  - 降雪および積雪によるグラウンドコンディション不良は収録する。
- 以下の場合はその事象が天候に起因するかどうかを問わず、収録する。
  - 気象的要因でない災害（火災・巨大地震・噴火・空襲など）
  - 旅客列車（新幹線・特急・寝台列車など）・船舶航路・航空路線の遅延・欠航・運休、鉄道路線の計画運休や損傷による運転見合わせ、高速道路の交通渋滞と通行止めなどによる、選手・用具などの不着
  - ナイトゲーム用照明器具の不具合・故障
- ドーム球場において、球場所在地での悪天候（台風・大雨など）により試合催行や観客の来場に支障をきたす事態となったことによる試合中止例については、収録しない（ドーム球場#ドーム球場での試合中止事例に記載）。
  - ただし、鉄道路線の計画運休によって開催日以前に試合中止が決定した場合は収録する。

## 試合の一覧

### 凡例
- チーム名は原則として「ホームチーム - ビジターチーム」の順に表記する。
- ☆印は、未消化の試合があるまま閉幕したシーズンの、該当する「未消化の試合」となったケース。
- 球場名は、中止となった試合当日時点での名称（ネーミングライツを導入している球場はその呼称）。

### 1リーグ時代
| 年月日         | チーム | 球場             | 備考 |
| -------------- | --- | ---------------- | --- |
| 1937年10月27日 | 東京巨人軍 - 東京セネタース | 後楽園スタヂアム | セネタース1点リードの9回裏1死1・3塁の巨人の攻撃で、水原茂の投手ゴロが併殺崩れとなりその間に1点が入ったが、セネタース側のアピールで守備妨害となり試合終了。これに対し巨人は提訴を行い、11月30日に当該試合を無効として一旦は再試合開催が決定するも、順位への影響がないことから12月9日に中止が決定した。                                                              |
| 1938年3月15日  | 東京巨人軍 - 名古屋金鯱軍 | 洲崎球場         | 試合中に東京湾の埋め立て地にある洲崎球場が満潮による水位上昇で浸水したため、5回ノーゲームとなった。 |
| 1941年5月20日  | 阪神軍 - 阪急軍 | 後楽園スタヂアム | 7回表、阪急の日比野武の二塁盗塁の際、島秀之助塁審が一旦アウトの判定をした後、阪急側の抗議で判定をセーフに変更し、阪神側も抗議をしたため試合が紛糾。1時間以上中断した後、後に変則ダブルヘッダーの第2試合が控えていたこともあって審判団はノーゲームを宣告し再試合を行うこととした（当時は「7回終了で試合成立」という規定になっており、またナイター設備もなかった）。 |
| 1942年4月18日  | 東京巨人軍 - 黒鷲軍 | 後楽園スタヂアム | ドーリットル空襲の空襲警報発令のために東京巨人軍 - 黒鷲軍戦が中止、名古屋軍 - 阪神軍戦が打ち切りとなった。 |
| 1942年4月18日  | 名古屋軍 - 阪神軍 | 阪神甲子園球場   | ドーリットル空襲の空襲警報発令のために東京巨人軍 - 黒鷲軍戦が中止、名古屋軍 - 阪神軍戦が打ち切りとなった。 |
| 1942年4月21日  | 阪神軍 - 大洋軍 | 阪神甲子園球場   | 空襲警報発令の為に打ち切りとなった。この後、日本野球連盟は空襲警報発令時の対応マニュアルを急遽作成して全チームに通達した。 |
| 1944年6月17日  | 東西対抗試合 | 後楽園スタヂアム | アメリカ軍の航空部隊が東京を空襲し開催中止となった。 |
| 1945年         | 全試合 | （省略）         | 1944年11月の時点で、太平洋戦争激化のためすべての試合が中止となった。 |
| 1949年         | 以下3試合 読売ジャイアンツ - 大陽ロビンス 南海ホークス - 大陽ロビンス 以下2試合 阪急ブレーブス - 東急フライヤーズ 大映スターズ - 大阪タイガース 南海ホークス - 中日ドラゴンズ 以下1試合 読売ジャイアンツ - 阪急ブレーブス 読売ジャイアンツ - 大映スターズ 読売ジャイアンツ - 大阪タイガース 阪急ブレーブス - 大映スターズ 大映スターズ - 中日ドラゴンズ 大映スターズ - 大陽ロビンス 備考 いずれも☆ | （省略）         | 10月中旬からサンフランシスコ・シールズとの日米野球が開催されたため、約3週間公式戦が中断。その後再開したものの11月下旬になっても日程を完全に消化できなかったため、11月29日をもって公式戦を打ち切り。左記の合計18試合が未消化のまま閉幕した。 |

### 2リーグ化後

#### 昭和時代
| 年月日                                    | チーム | 球場                             | 備考 |
| ----------------------------------------- | --- | -------------------------------- | --- |
| 1950年                                    | 以下2試合 松竹ロビンス - 西日本パイレーツ 中日ドラゴンズ - 西日本パイレーツ 以下1試合 松竹ロビンス - 国鉄スワローズ 中日ドラゴンズ - 広島カープ 国鉄スワローズ - 広島カープ 備考 いずれも☆ | （省略）                         | 11月中に日本シリーズを終了させるために、セ・リーグ優勝チームの松竹がまだ3試合を残していた11月20日で公式戦を打ち切り。左記7試合が未消化のまま閉幕した。なお、パ・リーグは日本シリーズ第1戦開催日の11月22日に全試合を消化して閉幕した。 |
| 1951年8月19日                             | 名古屋ドラゴンズ - 読売ジャイアンツ | 中日球場                         | 午後4時前に3回裏の名古屋の攻撃中に火災が発生し、球場や球場事務所、周辺の民家等が全焼。ドラゴンズ主催試合は火災後に鳴海球場（名古屋市）や松阪公園グラウンド（三重県松阪市）などに振り替えての開催となった。 |
| 1951年                                    | セ・リーグ34試合 パ・リーグ62試合 備考 いずれも☆ | （省略）                         | メジャーリーグ選抜との日米野球が急遽行われることになり、日本選手権シリーズの開幕日が10月10日に繰り上げ。これに伴い、左記の試合が未消化のまま、パ・リーグが10月7日、セ・リーグが10月9日に打切られた。全日程を消化できたチームはなく（最少の阪神でも4試合が未消化）、阪急の24試合を筆頭に近鉄22試合、広島21試合と3チームが20試合以上未消化のまま閉幕した。 この打ち切りが発表された9月23日の時点で、当時首位だった巨人と南海をそれぞれ残りの消化試合数やゲーム差などを踏まえて、両リーグの優勝チームとみなす処置が取られた。 |
| 1952年7月16日                             | 西鉄ライオンズ - 毎日オリオンズ | 平和台野球場                     | 序盤でリードを許した毎日側が日没ノーゲームを狙って遅延行為を連発し、目論見通り日没ノーゲームとなった。試合後、怒った観客がグラウンドに乱入して、毎日の選手に暴行を加えるなど球場は大混乱となり、毎日の湯浅禎夫総監督、若林忠志監督の辞任にまで至った。 |
| 1953年                                    | 読売ジャイアンツ - 国鉄スワローズ5試合☆ | （省略）                         | 巨人がアメリカでキャンプを張っていた関係で公式戦参加が遅れた（開幕は3月28日、巨人は4月4日に帰国し、10日の国鉄戦が初戦）のに加えて、メジャーリーグ選抜、ならびにニューヨーク・ジャイアンツとの日米野球が開催され、日本シリーズに巨人が出場したこともあって代替試合の日程調整がつかなかったこと、さらに左記5試合の結果に関わらずセ・リーグの全順位が確定したため、未消化のまま閉幕した。 |
| 1954年7月24日                             | 国鉄スワローズ - 大洋松竹ロビンス | 後楽園スタヂアム                 | 4回の国鉄の攻撃中に停電が発生。復旧の見通しが立たないために33分の中断の後にノーゲームとなった。 |
| 1956年6月23日                             | 大洋ホエールズ - 大阪タイガース | 川崎球場                         | 試合中に停電事故が発生し、復旧作業を急ぐも回復しなかったため、ノーゲームとなった。 |
| 1958年8月16日                             | 大洋ホエールズ - 中日ドラゴンズ | 川崎球場                         | 試合中に停電事故が発生し、復旧作業を急ぐも回復しなかったため、ノーゲームとなった。 |
| 1959年3月18日                             | 大阪タイガース - 中日ドラゴンズ | 阪神甲子園球場                   | 鉄道のストライキのため |
| 1964年6月30日 1964年7月1日 1964年7月2日   | 広島カープ - 阪神タイガース | 広島市民球場                     | 30日の試合の2回裏、広島の阿南準郎のバントフライを阪神の石川緑が直接捕球したかワンバウンド捕球だったかで審判の意見が食い違い、両軍が抗議。2時間29分にわたる中断ののち、審判が選手の体調や観客の足を考慮してノーゲームを宣告。宣告により怒ったファンがグラウンドに乱入し、防球ネットや放送ブースなど場内の施設を破壊する騒動に発展。設備の修理を要するために1日・2日の試合開催が取り消しとなった。 |
| 1964年9月29日 1964年9月30日               | 日本シリーズ第1戦 セ・リーグ優勝チーム - 南海ホークス | セ・リーグ優勝チームの本拠地球場 | セ・リーグで大洋ホエールズと阪神タイガースがデッドヒートを繰り広げていた上に、雨天順延が続いて、結局日本シリーズ開幕前日の9月28日時点でリーグ優勝チームが決定しなかったため、優勝決定まで順延。9月30日に阪神の優勝が決定し、翌10月1日から日本シリーズが開幕した。 |
| 1965年4月28日                             | 阪急ブレーブス - 東京オリオンズ | 西宮球場                         | 鉄道のストライキのため |
| 1967年8月8日                              | 読売ジャイアンツ - 広島カープ | 後楽園スタヂアム                 | もともと8月5日閉幕の予定であった第38回都市対抗野球大会が天候不良や引き分け再試合で日程消化が遅れ、8日閉幕となったため中止となった。 |
| 1970年8月21日                             | 東映フライヤーズ - 西鉄ライオンズ | 後楽園スタヂアム                 | 西鉄が福岡から移動する予定の飛行機の到着が大幅に遅れたため開催中止。 |
| 1971年5月14日                             | 阪神タイガース - ヤクルトスワローズ | 阪神甲子園球場                   | 鉄道のストライキのため |
| 1971年5月18日                             | 阪急ブレーブス - 南海ホークス | 阪急西宮球場                     | 鉄道のストライキのため |
| 1971年5月18日                             | 西鉄ライオンズ - 近鉄バファローズ | 北九州市営小倉野球場             | 鉄道のストライキのため |
| 1971年5月21日                             | 西鉄ライオンズ - ロッテオリオンズ | 平和台球場                       | 鉄道のストライキのため |
| 1971年7月24日                             | 西鉄ライオンズ - 近鉄バファローズ | 北九州市営小倉野球場             | 荒天による飛行機の欠航で近鉄が大阪から移動できなくなったため開催中止。 |
| 1972年4月23日                             | 阪神タイガース - 広島東洋カープ | 阪神甲子園球場                   | 鉄道のストライキのため |
| 1973年4月28日 1973年4月29日               | 大洋ホエールズ - 広島東洋カープ | 県営宮城球場                     | 鉄道のストライキのため |
| 1974年4月11日                             | ヤクルトスワローズ - 中日ドラゴンズ | 明治神宮球場                     | 鉄道のストライキのため |
| 1974年4月11日                             | 大洋ホエールズ - 読売ジャイアンツ | 川崎球場                         | 鉄道のストライキのため |
| 1974年4月11日                             | 広島東洋カープ - 阪神タイガース | 広島市民球場                     | 鉄道のストライキのため |
| 1974年4月11日                             | ロッテオリオンズ - 近鉄バファローズ | 後楽園スタヂアム                 | 鉄道のストライキのため |
| 1974年4月11日                             | 南海ホークス - 太平洋クラブライオンズ | 大阪球場                         | 鉄道のストライキのため |
| 1974年4月12日                             | 日本ハムファイターズ - ロッテオリオンズ | 後楽園スタヂアム                 | 鉄道のストライキのため |
| 1974年4月12日                             | 阪急ブレーブス - 南海ホークス | 西宮球場                         | 鉄道のストライキのため |
| 1974年9月13日                             | 日本ハムファイターズ - 近鉄バファローズ | 後楽園スタヂアム                 | 送電線の事故により、新幹線が不通となり選手が移動できず、すべて開催を取りやめた。 |
| 1974年9月13日                             | 南海ホークス - 太平洋クラブライオンズ | 大阪球場                         | 送電線の事故により、新幹線が不通となり選手が移動できず、すべて開催を取りやめた。 |
| 1974年9月13日                             | 阪急ブレーブス - ロッテオリオンズ | 西宮球場                         | 送電線の事故により、新幹線が不通となり選手が移動できず、すべて開催を取りやめた。 |
| 1975年5月8日                              | ロッテオリオンズ - 阪急ブレーブス | 後楽園スタヂアム                 | 鉄道のストライキのため |
| 1975年5月9日                              | 大洋ホエールズ - ヤクルトスワローズ | 川崎球場                         | 鉄道のストライキのため |
| 1975年5月9日                              | 阪神タイガース - 読売ジャイアンツ | 阪神甲子園球場                   | 鉄道のストライキのため |
| 1975年5月9日                              | 日本ハムファイターズ - ロッテオリオンズ | 後楽園スタヂアム                 | 鉄道のストライキのため |
| 1975年5月9日                              | 阪急ブレーブス - 南海ホークス | 西宮球場                         | 鉄道のストライキのため |
| 1975年5月10日                             | 日本ハムファイターズ - ロッテオリオンズ | 後楽園スタヂアム                 | 鉄道のストライキのため |
| 1975年7月26日                             | 中日ドラゴンズ - 広島東洋カープ | 中日球場                         | 2回表の広島の攻撃中に三塁側の内野席裏の照明灯の照明が全て消灯し、試合を中断した上で復旧作業を行うも復旧せず、審判と双方の監督が協議した結果、ノーゲームとなった。 |
| 1975年8月23日 1975年8月24日               | 阪神タイガース - ヤクルトスワローズ | 阪神甲子園球場                   | もともと8月18日閉幕の予定であった第57回全国高等学校野球選手権大会が記録的な長雨の影響で6日間順延で24日閉幕となったため、高校野球優先を理由に取り消された。 |
| 1975年9月11日                             | 広島東洋カープ - 中日ドラゴンズ | 広島市民球場                     | 10日の同カードの9回裏、広島の三村敏之と中日の新宅洋志が本塁上でのタッチプレーを巡り、試合終了が宣せられた直後に乱闘を起こし、両チームの他の選手やグラウンドに乱入したファンをも巻き込む騒動に発展。負傷した選手が出たことや警備上の問題から試合開催が取り消しとなった。 |
| 1976年4月20日                             | 読売ジャイアンツ - ヤクルトスワローズ | 後楽園スタヂアム                 | 鉄道のストライキのため |
| 1976年4月20日                             | 大洋ホエールズ - 広島東洋カープ | 川崎球場                         | 鉄道のストライキのため |
| 1976年4月20日                             | 阪神タイガース - 中日ドラゴンズ | 阪神甲子園球場                   | 鉄道のストライキのため |
| 1976年4月20日                             | 南海ホークス - 阪急ブレーブス | 大阪球場                         | 鉄道のストライキのため |
| 1976年4月20日                             | 太平洋クラブライオンズ - 日本ハムファイターズ | 北九州市営小倉野球場             | 鉄道のストライキのため |
| 1976年4月21日                             | 南海ホークス - 阪急ブレーブス | 大阪球場                         | 鉄道のストライキのため |
| 1976年4月21日                             | 太平洋クラブライオンズ - 日本ハムファイターズ | 北九州市営小倉野球場             | 鉄道のストライキのため |
| 1978年4月23日                             | 阪神タイガース - ヤクルトスワローズ | 阪神甲子園球場                   | 鉄道のストライキのため |
| 1978年4月25日                             | ロッテオリオンズ - クラウンライターライオンズ | 川崎球場                         | 鉄道のストライキのため |
| 1978年4月25日                             | 近鉄バファローズ - 南海ホークス | 日本生命球場                     | 鉄道のストライキのため |
| 1978年4月25日                             | 阪急ブレーブス - 日本ハムファイターズ | 京都市西京極総合運動公園野球場   | 鉄道のストライキのため |
| 1978年4月26日                             | 近鉄バファローズ - 南海ホークス | 日本生命球場                     | 鉄道のストライキのため |
| 1978年7月28日 1978年7月29日 1978年7月30日 | クラウンライターライオンズ - ロッテオリオンズ | 鹿児島県立鴨池野球場             | 球場のそばにある桜島の噴火により火山灰がグラウンドに降ってきたことを考慮して開催取りやめ。9月23日、24日に同地にて代替開催された（24日はダブルヘッダー）。 |
| 1978年10月14日・15日 10月21日・22日       | 日本シリーズ ヤクルトスワローズ - 阪急ブレーブス | 明治神宮野球場                   | 当時は日本シリーズが全戦デーゲームであり、明治神宮野球場が大学野球開催のため使用できず、同じ日に後楽園球場で開催。 |
| 1979年7月13日                             | 日本ハムファイターズ - 南海ホークス | 後楽園スタヂアム                 | 日生球場で近鉄戦の試合をし、当日移動で上京した南海の選手ユニフォームや野球用具を積載したトラックが東名高速道路日本坂トンネルでの火災事故による大渋滞に巻き込まれて動けなくなり球場に到着できず、開催中止。 |
| 1985年8月31日                             | 日本ハムファイターズ - 近鉄バファローズ | 平和台野球場                     | 昭和60年台風第13号が上陸し、天候は回復したものの照明の故障でナイター開催が不可能となったため、中止になった。 |
| 1988年4月8日                              | 西武ライオンズ - 南海ホークス | 西武ライオンズ球場               | シーズン開幕戦だったが、積雪によるグラウンドコンディション不良のため中止。 |

#### 平成時代

##### 2004年のプロ野球再編問題まで
ここの節は、平成時代のうち、2004年のプロ野球再編問題までの中止例を記載する。
| 年月日                        | チーム                                                            | 球場               | 備考 |
| ----------------------------- | ----------------------------------------------------------------- | ------------------ | --- |
| 1990年8月10日                 | 読売ジャイアンツ - 中日ドラゴンズ                                 | 東京ドーム         | 平成2年台風第11号による新幹線の不通で、中日の選手が名古屋から移動できなくなったため開催中止。 |
| 1993年8月6日                  | 中日ドラゴンズ - 読売ジャイアンツ                                 | ナゴヤ球場         | 落雷による新幹線送電線の停電で、巨人の選手が移動できずに開催中止。 |
| 2000年7月25日                 | オールスターゲーム第3戦 パシフィック・リーグ - セントラル・リーグ | 長崎県営野球場     | 香淳皇后の斂葬の儀が7月25日に行われたため、7月26日に順延した。 |
| 2000年9月12日                 | 阪神タイガース - 読売ジャイアンツ                                 | 阪神甲子園球場     | 東海豪雨により新幹線が立ち往生。巨人の選手が新幹線内に取り残され開催中止。 |
| 2000年10月24日 2000年10月25日 | 日本シリーズ第3、4戦 福岡ダイエーホークス - 読売ジャイアンツ      | 福岡ドーム         | 3年前の時点でこの日に福岡ドームで日本脳神経外科学会総会が行われる事が決定しており、学会の日程変更や他球場での開催もできなかったため、シリーズの日程を変更。第3戦を本来移動日となる23日の月曜日に、第4戦を2日置いて26日の木曜日に開催した。このため、この年の日本シリーズは3連戦 - 2日休み - 4連戦という変則日程となった。 |
| 2004年8月30日                 | 福岡ダイエーホークス - 北海道日本ハムファイターズ                 | 福岡ドーム         | 平成16年台風第16号による飛行機の欠航で、ダイエーの選手が移動できずに開催中止。 |
| 2004年9月18日 2004年9月19日   | 北海道日本ハムファイターズ - 大阪近鉄バファローズ☆                | 札幌ドーム         | 2004年プロ野球再編問題をめぐる球団側と選手会側の労使交渉が決裂したため、週末の各2試合について公式戦ストライキが実施されたもの（プロ野球ストライキ）。後日開催された実行委員会でこれらの振替試合は実施しない（＝消化しない）ことになった。                                                                                 |
| 2004年9月18日 2004年9月19日   | ヤクルトスワローズ - 阪神タイガース☆                              | 明治神宮野球場     | 2004年プロ野球再編問題をめぐる球団側と選手会側の労使交渉が決裂したため、週末の各2試合について公式戦ストライキが実施されたもの（プロ野球ストライキ）。後日開催された実行委員会でこれらの振替試合は実施しない（＝消化しない）ことになった。                                                                                 |
| 2004年9月18日 2004年9月19日   | 横浜ベイスターズ - 広島東洋カープ☆                                | 横浜スタジアム     | 2004年プロ野球再編問題をめぐる球団側と選手会側の労使交渉が決裂したため、週末の各2試合について公式戦ストライキが実施されたもの（プロ野球ストライキ）。後日開催された実行委員会でこれらの振替試合は実施しない（＝消化しない）ことになった。                                                                                 |
| 2004年9月18日 2004年9月19日   | 中日ドラゴンズ - 読売ジャイアンツ☆                                | ナゴヤドーム       | 2004年プロ野球再編問題をめぐる球団側と選手会側の労使交渉が決裂したため、週末の各2試合について公式戦ストライキが実施されたもの（プロ野球ストライキ）。後日開催された実行委員会でこれらの振替試合は実施しない（＝消化しない）ことになった。                                                                                 |
| 2004年9月18日 2004年9月19日   | オリックス・ブルーウェーブ - 千葉ロッテマリーンズ☆                | ヤフーBBスタジアム | 2004年プロ野球再編問題をめぐる球団側と選手会側の労使交渉が決裂したため、週末の各2試合について公式戦ストライキが実施されたもの（プロ野球ストライキ）。後日開催された実行委員会でこれらの振替試合は実施しない（＝消化しない）ことになった。                                                                                 |
| 2004年9月18日 2004年9月19日   | 福岡ダイエーホークス - 西武ライオンズ☆                            | 福岡ドーム         | 2004年プロ野球再編問題をめぐる球団側と選手会側の労使交渉が決裂したため、週末の各2試合について公式戦ストライキが実施されたもの（プロ野球ストライキ）。後日開催された実行委員会でこれらの振替試合は実施しない（＝消化しない）ことになった。                                                                                 |

##### 楽天参入後
ここの節は、平成時代のうち、楽天参入後の中止例を記載する。
| 年月日                                           | チーム                                                     | 球場                           | 備考 |
| ------------------------------------------------ | ---------------------------------------------------------- | ------------------------------ | --- |
| 2005年6月28日・29日                              | 千葉ロッテマリーンズ - 福岡ソフトバンクホークス            | 28日：社稷野球場               | 開幕前である3月9日に採算面でめどが立たず見送りとなり、両日とも千葉マリンスタジアムに変更となった。 |
| 2005年6月28日・29日                              | 千葉ロッテマリーンズ - 福岡ソフトバンクホークス            | 29日：文鶴野球場               | 開幕前である3月9日に採算面でめどが立たず見送りとなり、両日とも千葉マリンスタジアムに変更となった。 |
| 2007年7月27日                                    | 福岡ソフトバンクホークス - 西武ライオンズ                  | 福岡Yahoo!JAPANドーム          | 西武が東京国際空港から移動する予定の飛行機がトラブルにより大幅な発着遅れのため開催中止。 |
| 2008年6月14日                                    | 東北楽天ゴールデンイーグルス - 読売ジャイアンツ            | クリネックススタジアム宮城     | 当日朝、岩手・宮城内陸地震が発生。球場施設の被害はなかった為、当初は試合開始を1時間遅らせて開催することを発表したが、仙石線などが運転見合わせなど公共交通機関の不能状態と余震活動による観客への影響を考慮。最終的に試合を中止とした（翌々日に振替試合を開催）。 |
| 2010年2月28日                                    | オープン戦 横浜ベイスターズ - 東北楽天ゴールデンイーグルス | 宜野湾市立野球場               | 前日にチリで発生したチリ地震の影響で津波警報が発表され、球場が海沿いにあったことからその被害発生を考慮する形で中止にした。 |
| 東日本大震災によるものについては下記別枠を参照。 |                                                            |                                | |
| 2014年7月8日                                     | 横浜DeNAベイスターズ - 読売ジャイアンツ                    | 沖縄セルラースタジアム那覇     | 台風接近に伴い、公共交通機関が軒並み不通状態となる予測を考慮する形で7日の時点で中止にした。 |
| 2014年10月6日                                    | 東北楽天ゴールデンイーグルス - オリックス・バファローズ    | 楽天Koboスタジアム宮城         | 平成26年台風第18号による飛行機の欠航で、楽天の選手が移動できずに開催中止。 |
| 2016年4月1日                                     | 北海道日本ハムファイターズ - 福岡ソフトバンクホークス      | 東京ドーム                     | 2015年11月16日、静岡県の難波喬司副知事や同県、静岡市の双方から球団へ静岡での公式戦開催の要請を直接受け、球団がそれを受理したため。同日に静岡県草薙総合運動場硬式野球場で開催。                                                                                  |
| 2016年4月16日                                    | 福岡ソフトバンクホークス - 東北楽天ゴールデンイーグルス    | 福岡 ヤフオク!ドーム           | 同日未明に熊本地震が発生。球場施設の被害はなかったが、公共交通機関が不通状態となり、また余震活動による観客への影響を考慮する形で中止にした。 |
| 2016年4月19日                                    | 読売ジャイアンツ - 中日ドラゴンズ                          | 藤崎台県営野球場               | 熊本地震の影響で球場のスタンドや照明設備が損傷したのに加え、外野グラウンドが隆起するなどの被害が出たため中止にした。 |
| 2016年4月20日                                    | 読売ジャイアンツ - 中日ドラゴンズ                          | 鹿児島県立鴨池野球場           | 前述の試合が中止になった影響で熊本から来る両球団の選手移動や用具輸送の目処が経たないとして中止とした。 |
| 2017年5月16日                                    | 東北楽天ゴールデンイーグルス - 北海道日本ハムファイターズ  | さきがけ八橋球場               | 防球ネットの不備により観客の安全面を確保できないとして、秋田県立野球場に会場を変更、試合開始時間も18:00に変更となった。 |
| 2018年7月6日                                     | 中日ドラゴンズ - 東京ヤクルトスワローズ                    | ナゴヤドーム                   | 平成30年7月豪雨による高速道路の通行止め・一般道の渋滞の影響から、ヤクルトの選手ユニホームや用具などを積んだトラックの到着が大幅に遅れ、開催中止。 |
| 2018年7月9日 -2018年7月11日                      | 広島東洋カープ - 阪神タイガース                            | MAZDA Zoom-Zoom スタジアム広島 | 平成30年7月豪雨で広島県が大きな被害を受け、かつ広島県内の交通機関が軒並み運行停止状態となっていることなどを踏まえ、広島球団が7月8日に3連戦の中止を決定した。 |
| 2018年9月7日                                     | 東北楽天ゴールデンイーグルス - 北海道日本ハムファイターズ  | 楽天生命パーク宮城             | 6日に北海道胆振東部地震が発生。地震の影響により、日本ハムの監督・コーチ・選手が札幌から仙台への移動の見通しが立たないとして中止された。代替試合は10月4日に開催（当時は9月10日に開催予定も雨天中止となったことに起因）。                                         |
| 2018年9月11日 2018年9月12日                      | 北海道日本ハムファイターズ - 千葉ロッテマリーンズ          | 札幌ドーム                     | 北海道胆振東部地震の影響により、観客の安全・負担などを考慮の上で中止された。代替試合は10月10・11日に開催。 |
| 2018年9月30日                                    | 中日ドラゴンズ - 阪神タイガース                            | ナゴヤドーム                   | 台風24号の影響で交通機関の乱れや観客の安全を配慮しての措置。 |

###### 2011年に発生した東日本大震災の影響により中止になった試合
東日本大震災によるスポーツへの影響#日本プロ野球も参照。いずれも2011年である。
| 月日              | チーム                                                                   | 球場                                         | 備考 |
| ----------------- | ------------------------------------------------------------------------ | -------------------------------------------- | --- |
| 3月11日           | オープン戦 横浜ベイスターズ - 東京ヤクルトスワローズ                     | 横浜スタジアム                               | 試合中に東日本大震災が発生、球場が広域避難所となったため、地震発生の7回表途中時点でコールドゲームとした。                                                        |
| 3月11日           | オープン戦 東北楽天ゴールデンイーグルス - 千葉ロッテマリーンズ           | 兵庫県立明石公園第一野球場                   | 地震の揺れによる影響は少なかったものの、楽天の本拠地の宮城県が被災したため、選手が家族の安否確認を急ぐ必要があることから8回表でコールドゲームとした。            |
| 3月12日・13日     | オープン戦 全試合                                                        | （省略）                                     | 全試合が中止となった。予定されていた試合は無観客試合での練習試合として行った。                                                                                   |
| 3月15日           | 横浜ベイスターズ - 東北楽天ゴールデンイーグルス                          | 横浜スタジアム                               | 球場周辺で発生した液状化現象の影響を考慮し中止とした。 |
| 3月15日           | 千葉ロッテマリーンズ - 福岡ソフトバンクホークス                          | QVCマリンフィールド                          | 球場周辺で発生した液状化現象の影響を考慮し中止とした。 |
| 3月16日           | 千葉ロッテマリーンズ - 阪神タイガース                                    | QVCマリンフィールド                          | 球場周辺で発生した液状化現象の影響を考慮し中止とした。 |
| 3月25日 - 4月11日 | 全試合                                                                   | （省略）                                     | レギュラーシーズンの開幕日が両リーグとも当初の3月25日から4月12日に変更。これに合わせて、当初4月11日までに予定された試合が全て9月20日以降に順延された。           |
| 4月12日 - 14日    | 埼玉西武ライオンズ - 北海道日本ハムファイターズ                          | 西武ドーム                                   | 福島第一原子力発電所事故の影響で首都圏の電力事情が悪化し、球場使用自粛のため。同日に札幌ドームでホームとロードを入れ替えて開催。                                 |
| 4月15日 - 17日    | 東北楽天ゴールデンイーグルス - オリックス・バファローズ                  | クリネックススタジアム宮城                   | 球場損傷のため。同日に甲子園球場で開催。 |
| 4月15日 - 17日    | 読売ジャイアンツ - 広島東洋カープ                                        | 東京ドーム                                   | 電力事情により、球場使用自粛のため。同日にMAZDA Zoom-Zoom スタジアム広島にてホームとロードを入れ替えて開催。                                                     |
| 4月22日 - 24日    | 東北楽天ゴールデンイーグルス - 北海道日本ハムファイターズ                | クリネックススタジアム宮城                   | 球場損傷のため。同日にほっともっとフィールド神戸で開催。 |
| 4月22日 - 24日    | 読売ジャイアンツ - 中日ドラゴンズ                                        | 東京ドーム                                   | 電力事情により、球場使用自粛のため。ナゴヤドームでは事前にAKB48「桜の木になろう」の発売記念イベントが予定されていたため開催できず、代替試合は10月14-16日に開催。 |
| 4月26日 - 28日    | 東京ヤクルトスワローズ - 読売ジャイアンツ                                | 明治神宮球場                                 | 電力事情によりナイター開催を自粛、大学野球の日程の都合でデーゲーム開催ができなかったため。同日に静岡県草薙総合運動場硬式野球場で開催。                           |
| 4月26日 - 28日    | 埼玉西武ライオンズ - 東北楽天ゴールデンイーグルス                        | 西武ドーム                                   | 電力事情により球場使用自粛のため。同日に皇子山球場で開催。ただし降雨のため27日は雨天ノーゲーム、28日は日程順延となった。                                         |
| 5月10日           | 東北楽天ゴールデンイーグルス - 北海道日本ハムファイターズ                | 郡山総合運動場開成山野球場                   | 球場が災害復旧本部並びに避難所として利用されていたため。同日にクリネックススタジアム宮城（4月29日から利用再開）で開催。                                          |
| 6月29日           | 読売ジャイアンツ - 東京ヤクルトスワローズ                                | 宇都宮清原球場                               | 球場損傷のため。同日に郡山総合運動場開成山野球場（この時点で利用再開済み）で開催。                                                                               |
| 7月23日 - 24日    | オールスターゲーム第2戦・第3戦 パシフィック・リーグ - セントラル・リーグ | 7月23日東京ドーム 7月24日QVCマリンフィールド | 復興支援に伴う球場変更のため。23日の第2戦はQVCマリンフィールド、24日の第3戦はクリネックススタジアム宮城でそれぞれ開催。                                          |

#### 令和時代
ここの節は、令和時代の中止例を記載する。
| 年月日                                                   | チーム                                                                        | 球場                           | 備考 |
| -------------------------------------------------------- | ----------------------------------------------------------------------------- | ------------------------------ | --- |
| 2019年10月12日                                           | セ・リーグCS ファイナルステージ 読売ジャイアンツ - 阪神タイガース             | 東京ドーム                     | 東日本台風の影響による交通機関の計画運休に伴い、11日の試合中に中止が発表された。                                                                         |
| 2019年10月12日                                           | パ・リーグCS ファイナルステージ 埼玉西武ライオンズ - 福岡ソフトバンクホークス | メットライフドーム             | 東日本台風の影響による交通機関の計画運休に伴い、11日の試合中に中止が発表された。                                                                         |
| 新型コロナウイルス感染症の影響によるものは下記別枠参照。 |                                                                               |                                | |
| 2022年9月18日・19日                                      | 広島東洋カープ - 中日ドラゴンズ                                               | MAZDA Zoom-Zoom スタジアム広島 | 台風14号の影響で交通機関の乱れや観客の安全を配慮し、前日に中止を発表した。                                                                               |
| 2022年9月19日                                            | 阪神タイガース - 東京ヤクルトスワローズ                                       | 阪神甲子園球場                 | 台風14号の影響で交通機関の乱れや観客の安全を配慮し、前日に中止を発表した。                                                                               |
| 2023年8月15日                                            | オリックス・バファローズ - 福岡ソフトバンクホークス                           | 京セラドーム大阪               | 台風7号の影響による交通機関の計画運休に伴い、開催前日に中止を発表した。                                                                                  |
| 2024年8月16日                                            | 横浜DeNAベイスターズ - 読売ジャイアンツ                                       | 横浜スタジアム                 | 台風7号の影響による計画運休に伴う交通機関の乱れや観客の安全に配慮し、前日に中止が発表された。 （ほかにも、二軍戦2試合が中止となった。）                  |
| 2024年8月16日                                            | 東京ヤクルトスワローズ - 広島東洋カープ                                       | 明治神宮野球場                 | 台風7号の影響による計画運休に伴う交通機関の乱れや観客の安全に配慮し、前日に中止が発表された。 （ほかにも、二軍戦2試合が中止となった。）                  |
| 2024年8月16日                                            | 東北楽天ゴールデンイーグルス - 埼玉西武ライオンズ                             | 楽天モバイルパーク宮城         | 台風7号の影響による計画運休に伴う交通機関の乱れや観客の安全に配慮し、前日に中止が発表された。 （ほかにも、二軍戦2試合が中止となった。）                  |
| 2024年8月30日                                            | 阪神タイガース - 読売ジャイアンツ                                             | 阪神甲子園球場                 | 台風10号の影響で東海道新幹線が止まり、一部の選手とスタッフが甲子園に到着できなかったため。                                                               |
| 2024年8月30日                                            | 広島東洋カープ - 東京ヤクルトスワローズ                                       | MAZDA Zoom-Zoom スタジアム広島 | 台風10号の影響で東海道新幹線が止まり、ヤクルトの選手とスタッフが広島に到着できないことが懸念されたため、前日に中止が発表された。                         |
| 2024年8月30日 - 9月1日                                   | 中日ドラゴンズ - 横浜DeNAベイスターズ                                         | バンテリンドームナゴヤ         | 台風10号の影響で東海道新幹線が止まり、DeNAの一部の選手とスタッフが名古屋に到着できなかったことや、観客の安全に配慮し、8月29日に3連戦の中止が発表された。 |
| 2025年3月19日                                            | オープン戦 東京ヤクルトスワローズ - 阪神タイガース                            | 明治神宮野球場                 | 同日の東京は大雪で、グラウンド全体に積雪したため試合中止。同球場で降雪による試合中止は極めて異例と報じられている。                                       |

##### 新型コロナウイルス感染症の影響により中止・延期になった試合
| 年月日                            | チーム                                                                  | 球場                                                                                    | 備考 |
| --------------------------------- | ----------------------------------------------------------------------- | --------------------------------------------------------------------------------------- | --- |
| 2020年                            | セ・リーグ15試合☆ パ・リーグ15試合☆                                     | （省略）                                                                                | 新型コロナウイルス感染症の世界的大流行に伴い、レギュラーシーズンの開幕日が両リーグとも当初の3月20日から6月19日に変更された。 レギュラーシーズンは1球団あたり120試合制（全720試合）で、交流戦については後日開催された実行委員会で振替試合を実施しない（中止）ことになったほか、オールスターゲームも中止を決定した。 また開幕後の試合についても各種方針の変更により、当初の日程を再編成されたことによる中止が生じている。 なお、この間、3月20日からリーグ開幕までの間、公式戦の当初予定の日程に準ずる形での、無観客練習試合を開催するとしたが、開幕日の延期めどが立たなくなったことを理由に、3月23日に、パ・リーグは即日、セ・リーグは3月26日以後、練習試合を取りやめている。その後6月19日開幕のめどがついたため、6月2日から練習試合を本拠地別の東西2ブロック制・無観客で再開された。 |
| 2020年                            | 交流戦全試合（108試合）☆                                                | （省略）                                                                                | 新型コロナウイルス感染症の世界的大流行に伴い、レギュラーシーズンの開幕日が両リーグとも当初の3月20日から6月19日に変更された。 レギュラーシーズンは1球団あたり120試合制（全720試合）で、交流戦については後日開催された実行委員会で振替試合を実施しない（中止）ことになったほか、オールスターゲームも中止を決定した。 また開幕後の試合についても各種方針の変更により、当初の日程を再編成されたことによる中止が生じている。 なお、この間、3月20日からリーグ開幕までの間、公式戦の当初予定の日程に準ずる形での、無観客練習試合を開催するとしたが、開幕日の延期めどが立たなくなったことを理由に、3月23日に、パ・リーグは即日、セ・リーグは3月26日以後、練習試合を取りやめている。その後6月19日開幕のめどがついたため、6月2日から練習試合を本拠地別の東西2ブロック制・無観客で再開された。 |
| 2020年                            | フレッシュオールスターゲーム                                            | 松山中央公園野球場                                                                      | 新型コロナウイルス感染症の世界的大流行に伴い、レギュラーシーズンの開幕日が両リーグとも当初の3月20日から6月19日に変更された。 レギュラーシーズンは1球団あたり120試合制（全720試合）で、交流戦については後日開催された実行委員会で振替試合を実施しない（中止）ことになったほか、オールスターゲームも中止を決定した。 また開幕後の試合についても各種方針の変更により、当初の日程を再編成されたことによる中止が生じている。 なお、この間、3月20日からリーグ開幕までの間、公式戦の当初予定の日程に準ずる形での、無観客練習試合を開催するとしたが、開幕日の延期めどが立たなくなったことを理由に、3月23日に、パ・リーグは即日、セ・リーグは3月26日以後、練習試合を取りやめている。その後6月19日開幕のめどがついたため、6月2日から練習試合を本拠地別の東西2ブロック制・無観客で再開された。 |
| 2020年                            | オールスターゲーム全試合                                                | 7月19日福岡PayPayドーム 7月20日ナゴヤドーム                                             | 新型コロナウイルス感染症の世界的大流行に伴い、レギュラーシーズンの開幕日が両リーグとも当初の3月20日から6月19日に変更された。 レギュラーシーズンは1球団あたり120試合制（全720試合）で、交流戦については後日開催された実行委員会で振替試合を実施しない（中止）ことになったほか、オールスターゲームも中止を決定した。 また開幕後の試合についても各種方針の変更により、当初の日程を再編成されたことによる中止が生じている。 なお、この間、3月20日からリーグ開幕までの間、公式戦の当初予定の日程に準ずる形での、無観客練習試合を開催するとしたが、開幕日の延期めどが立たなくなったことを理由に、3月23日に、パ・リーグは即日、セ・リーグは3月26日以後、練習試合を取りやめている。その後6月19日開幕のめどがついたため、6月2日から練習試合を本拠地別の東西2ブロック制・無観客で再開された。 |
| 2020年                            | セ・リーグCS 1stステージ 阪神タイガース - 中日ドラゴンズ                | 阪神甲子園球場                                                                          | 6月15日に開催された実行委員会で、セ・リーグのクライマックスシリーズは行わず、パ・リーグのクライマックスシリーズはファイナルステージのみを行うことで決定した。 対戦が予定されていたカードは2020年の最終的な順位に基づいた。 |
| 2020年                            | セ・リーグCS ファイナルステージ 読売ジャイアンツ - 1stステージ勝者      | 東京ドーム                                                                              | 6月15日に開催された実行委員会で、セ・リーグのクライマックスシリーズは行わず、パ・リーグのクライマックスシリーズはファイナルステージのみを行うことで決定した。 対戦が予定されていたカードは2020年の最終的な順位に基づいた。 |
| 2020年                            | パ・リーグCS 1stステージ 千葉ロッテマリーンズ - 埼玉西武ライオンズ      | ZOZOマリンスタジアム                                                                    | 6月15日に開催された実行委員会で、セ・リーグのクライマックスシリーズは行わず、パ・リーグのクライマックスシリーズはファイナルステージのみを行うことで決定した。 対戦が予定されていたカードは2020年の最終的な順位に基づいた。 |
| 2020年7月11日・12日               | 読売ジャイアンツ - 東京ヤクルトスワローズ                               | 東京ドーム                                                                              | セ・リーグの東西集中開催の方針に伴い、ほっともっとフィールド神戸で開催。 7月10日にも試合が予定されていたが、こちらは雨天で中止となった。 |
| 2020年8月2日                      | 福岡ソフトバンクホークス - 埼玉西武ライオンズ                           | 福岡PayPayドーム                                                                        | 前日にソフトバンクの長谷川勇也が新型コロナウイルスに感染したと発表。長谷川は7月7日に出場選手登録を抹消され、ファーム施設を利用しており、同施設を利用している一軍選手やスタッフを経由しての新型コロナウイルス感染の可能性を否定できないとの見解から中止された。 |
| 2020年11月21日・22日              | 日本シリーズ第1・2戦 読売ジャイアンツ - 福岡ソフトバンクホークス        | 東京ドーム                                                                              | 日本シリーズの開催日程が変更されたため、本来の会場である東京ドームが第91回都市対抗野球大会が開催されることから使用できず、同じ日に京セラドーム大阪で開催。 同年11月28日・29日に予定していた第6・7戦が行われる場合は同じ措置が取られることになっていたが、第4戦でソフトバンクの全勝優勝により日本一が決まったため行われなかった。 |
| 2021年2月23日 2021年2月27日・28日 | 沖縄で開催されたオープン戦全試合                                        | タピックスタジアム名護 ANA BALL PARK 浦添 Agreスタジアム北谷 沖縄セルラースタジアム那覇 | 新型コロナウイルス感染症拡大に伴い沖縄県独自の緊急事態宣言が発令されたため、無観客の練習試合に変更された。 |
| 2021年4月29日                     | 東京ヤクルトスワローズ - 読売ジャイアンツ                               | 明治神宮野球場                                                                          | 新型コロナウイルス感染症拡大に伴う緊急事態宣言発令とその対象地域に含まれており、無観客試合だと収益を確保できないことから開催取り消し、後日に振替。このほか、左記の試合以外にも同期間中の一部の試合で無観客開催に変更された。 （阪神甲子園球場および北海道日本ハムファイターズ主催による東京ドームでの試合も対象地域に含まれているが、前者はそれ以前に中止が多かったため、後者は5月11日のみが無観客試合の対象であることから、中止ではなく無観客開催に変更） |
| 2021年4月29日                     | オリックス・バファローズ - 東北楽天ゴールデンイーグルス                 | 京セラドーム大阪                                                                        | 新型コロナウイルス感染症拡大に伴う緊急事態宣言発令とその対象地域に含まれており、無観客試合だと収益を確保できないことから開催取り消し、後日に振替。このほか、左記の試合以外にも同期間中の一部の試合で無観客開催に変更された。 （阪神甲子園球場および北海道日本ハムファイターズ主催による東京ドームでの試合も対象地域に含まれているが、前者はそれ以前に中止が多かったため、後者は5月11日のみが無観客試合の対象であることから、中止ではなく無観客開催に変更） |
| 2021年5月2日                      | 読売ジャイアンツ - 中日ドラゴンズ                                       | 東京ドーム                                                                              | 新型コロナウイルス感染症拡大に伴う緊急事態宣言発令とその対象地域に含まれており、無観客試合だと収益を確保できないことから開催取り消し、後日に振替。このほか、左記の試合以外にも同期間中の一部の試合で無観客開催に変更された。 （阪神甲子園球場および北海道日本ハムファイターズ主催による東京ドームでの試合も対象地域に含まれているが、前者はそれ以前に中止が多かったため、後者は5月11日のみが無観客試合の対象であることから、中止ではなく無観客開催に変更） |
| 2021年5月3日                      | 東京ヤクルトスワローズ - 阪神タイガース                                 | 明治神宮野球場                                                                          | 新型コロナウイルス感染症拡大に伴う緊急事態宣言発令とその対象地域に含まれており、無観客試合だと収益を確保できないことから開催取り消し、後日に振替。このほか、左記の試合以外にも同期間中の一部の試合で無観客開催に変更された。 （阪神甲子園球場および北海道日本ハムファイターズ主催による東京ドームでの試合も対象地域に含まれているが、前者はそれ以前に中止が多かったため、後者は5月11日のみが無観客試合の対象であることから、中止ではなく無観客開催に変更） |
| 2021年5月8日                      | 読売ジャイアンツ - 東京ヤクルトスワローズ                               | 東京ドーム                                                                              | 新型コロナウイルス感染症拡大に伴う緊急事態宣言発令とその対象地域に含まれており、無観客試合だと収益を確保できないことから開催取り消し、後日に振替。このほか、左記の試合以外にも同期間中の一部の試合で無観客開催に変更された。 （阪神甲子園球場および北海道日本ハムファイターズ主催による東京ドームでの試合も対象地域に含まれているが、前者はそれ以前に中止が多かったため、後者は5月11日のみが無観客試合の対象であることから、中止ではなく無観客開催に変更） |
| 2021年5月11日                     | 東京ヤクルトスワローズ - 広島東洋カープ                                 | 明治神宮野球場                                                                          | 新型コロナウイルス感染症拡大に伴う緊急事態宣言発令とその対象地域に含まれており、無観客試合だと収益を確保できないことから開催取り消し、後日に振替。このほか、左記の試合以外にも同期間中の一部の試合で無観客開催に変更された。 （阪神甲子園球場および北海道日本ハムファイターズ主催による東京ドームでの試合も対象地域に含まれているが、前者はそれ以前に中止が多かったため、後者は5月11日のみが無観客試合の対象であることから、中止ではなく無観客開催に変更） |
| 2021年5月2日                      | 北海道日本ハムファイターズ - 埼玉西武ライオンズ                         | 札幌ドーム                                                                              | 4月30日に日本ハムの中島卓也、西川遥輝、清水優心が新型コロナウイルス陽性判定を受けたことにより、1軍の監督、コーチ、選手全員がPCR検査を受け、全員の陰性が確認されたため4月30日と5月1日の試合は予定通り開催されたが、5月1日に行ったPCR検査で新たにロニー・ロドリゲス、高濱祐仁、今川優馬、郡拓也、内野守備コーチの飯山裕志、チームスタッフ2名が陽性となり、浅間大基が保健所から濃厚接触者と判定されたため感染拡大防止の観点や、保健所より「安全が確保されるまでチーム全体での活動を停止するよう」との指示を受けたため中止された。 5月6日に活動が再開されたが、副次的影響として2軍の試合が編成の困難を理由に5月12日までの試合が中止となった。 |
| 2021年5月3日 - 5日                | 千葉ロッテマリーンズ - 北海道日本ハムファイターズ                       | ZOZOマリンスタジアム                                                                    | 4月30日に日本ハムの中島卓也、西川遥輝、清水優心が新型コロナウイルス陽性判定を受けたことにより、1軍の監督、コーチ、選手全員がPCR検査を受け、全員の陰性が確認されたため4月30日と5月1日の試合は予定通り開催されたが、5月1日に行ったPCR検査で新たにロニー・ロドリゲス、高濱祐仁、今川優馬、郡拓也、内野守備コーチの飯山裕志、チームスタッフ2名が陽性となり、浅間大基が保健所から濃厚接触者と判定されたため感染拡大防止の観点や、保健所より「安全が確保されるまでチーム全体での活動を停止するよう」との指示を受けたため中止された。 5月6日に活動が再開されたが、副次的影響として2軍の試合が編成の困難を理由に5月12日までの試合が中止となった。 |
| 2021年5月18日・19日               | 読売ジャイアンツ - 広島東洋カープ                                       | 18日：長崎ビックNスタジアム                                                             | 5月7日に長崎県が長崎市に県独自の緊急事態宣言発出を決めたことなどを受け、県と協議を重ね、18日の試合は開催見送りとなった。19日の試合も移動の都合上開催が困難なため見送りとなり、両日とも東京ドームに変更となった。 |
| 2021年5月18日・19日               | 読売ジャイアンツ - 広島東洋カープ                                       | 19日：みどりの森県営球場                                                                | 5月7日に長崎県が長崎市に県独自の緊急事態宣言発出を決めたことなどを受け、県と協議を重ね、18日の試合は開催見送りとなった。19日の試合も移動の都合上開催が困難なため見送りとなり、両日とも東京ドームに変更となった。 |
| 2021年5月23日                     | 福岡ソフトバンクホークス - オリックス・バファローズ                     | 平和リース球場                                                                          | 開幕前である3月12日に政府によるプロスポーツイベントの開催制限緩和方針が不透明であることを受け、開催見送り。同日に福岡PayPayドームに変更して開催。 |
| 2021年5月21日 - 23日              | 広島東洋カープ - 阪神タイガース                                         | Mazda Zoom-Zoom スタジアム広島                                                          | 5月17日に広島の菊池涼介ら3選手が陽性判定となり、翌18日には球団独自の判断で陰性判定だった5選手を「感染拡大防止特例2021」の対象選手として出場選手登録を抹消。また20日には新たに鈴木誠也ら選手・コーチ・スタッフの7人に陽性反応が出たことを受けて、21日からの3連戦は開催を取り消した。 さらに21日に倉義和バッテリーコーチが陽性判定、22日に森下暢仁と高橋昂也が濃厚接触者と判定され、23日には九里亜蓮がチーム12人目の陽性判定となったことで、25日に当日と翌26日の西武戦の開催取り消しを発表した。なお、27日の試合は開催されたが、当日に西武の源田壮亮が陽性判定を受けたことで、西武は源田と接触のあった選手7名とスタッフ1名をベンチ入りメンバーから外したため、試合ではベンチ入りの控え野手は岡田雅利と鈴木将平の2人のみという異例の事態となった。 これに伴う副次的影響として、2軍の試合が編成の困難を理由に5月18日から5月27日までの広島が絡む試合が、5月28日から5月30日までの西武が絡む試合がそれぞれ中止となった。 |
| 2021年5月25日・26日               | 広島東洋カープ - 埼玉西武ライオンズ                                     | Mazda Zoom-Zoom スタジアム広島                                                          | 5月17日に広島の菊池涼介ら3選手が陽性判定となり、翌18日には球団独自の判断で陰性判定だった5選手を「感染拡大防止特例2021」の対象選手として出場選手登録を抹消。また20日には新たに鈴木誠也ら選手・コーチ・スタッフの7人に陽性反応が出たことを受けて、21日からの3連戦は開催を取り消した。 さらに21日に倉義和バッテリーコーチが陽性判定、22日に森下暢仁と高橋昂也が濃厚接触者と判定され、23日には九里亜蓮がチーム12人目の陽性判定となったことで、25日に当日と翌26日の西武戦の開催取り消しを発表した。なお、27日の試合は開催されたが、当日に西武の源田壮亮が陽性判定を受けたことで、西武は源田と接触のあった選手7名とスタッフ1名をベンチ入りメンバーから外したため、試合ではベンチ入りの控え野手は岡田雅利と鈴木将平の2人のみという異例の事態となった。 これに伴う副次的影響として、2軍の試合が編成の困難を理由に5月18日から5月27日までの広島が絡む試合が、5月28日から5月30日までの西武が絡む試合がそれぞれ中止となった。 |
| 2021年11月23日 - 25日             | 日本シリーズ第3 - 5戦 東京ヤクルトスワローズ - オリックス・バファローズ | 明治神宮野球場                                                                          | 選手の新型コロナウイルス感染や緊急事態宣言等により多数の試合が延期となったことを受け、同年7月21日のオーナー会議でクライマックスシリーズおよび日本シリーズの開催時期が当初の予定より1週間繰り下げられたことから、本来の試合会場が試合日に他のイベントで使用されるため使用できないことによる会場変更。第3 - 5戦は本来の会場である神宮球場では第52回明治神宮野球大会が開催されるため、同じ日に東京ドームで開催された。第6戦は、本来の会場である京セラドーム大阪では2020年から延期となっていたAAAのコンサートが開催されるため、同じ日にほっともっとフィールド神戸で開催された。 第7戦についてもほっともっとフィールド神戸で開催予定だったが、第6戦でヤクルトが日本一を決めたため実施されなかった。 |
| 2021年11月27日                    | 日本シリーズ第6戦 オリックス・バファローズ - 東京ヤクルトスワローズ     | 京セラドーム大阪                                                                        | 選手の新型コロナウイルス感染や緊急事態宣言等により多数の試合が延期となったことを受け、同年7月21日のオーナー会議でクライマックスシリーズおよび日本シリーズの開催時期が当初の予定より1週間繰り下げられたことから、本来の試合会場が試合日に他のイベントで使用されるため使用できないことによる会場変更。第3 - 5戦は本来の会場である神宮球場では第52回明治神宮野球大会が開催されるため、同じ日に東京ドームで開催された。第6戦は、本来の会場である京セラドーム大阪では2020年から延期となっていたAAAのコンサートが開催されるため、同じ日にほっともっとフィールド神戸で開催された。 第7戦についてもほっともっとフィールド神戸で開催予定だったが、第6戦でヤクルトが日本一を決めたため実施されなかった。 |
| 2022年4月2日・3日                 | 東北楽天ゴールデンイーグルス - 福岡ソフトバンクホークス                 | 楽天生命パーク宮城                                                                      | 楽天が3月31日に実施したPCR検査で川島慶三、則本昂大、アラン・ブセニッツ、小深田大翔、安田悠馬、小峯新陸が陽性となり、4月1日に実施したPCR検査でも西口直人、投手コーチの小山伸一郎が陽性となった。これを受け、日本野球機構は2日に臨時実行委員会を開催し、2試合の中止を決めた。 ただし、同日にウェルファムフーズ森林どりスタジアム泉で行われた2軍の試合については開催され、2日の試合に先発予定だった高田孝一が3日の2軍戦にスライド先発した。 |
| 2022年4月7日                      | 阪神タイガース - 横浜DeNAベイスターズ                                   | 阪神甲子園球場                                                                          | DeNAで6日に柴田竜拓、7日にチーフ投手コーチの斎藤隆、戸柱恭孝、牧秀悟、倉本寿彦、山下幸輝、チームスタッフ1人が陽性となり中止となった。また、石田健大、大田泰示、桑原将志、神里和毅が濃厚接触者の疑いで自主隔離となった。 8日以降になっても、砂田毅樹、楠本泰史、山崎康晃、桑原将志、チームスタッフ4人が次々と感染したことを受け、横浜市は集団感染と認定。チーム編成が困難となったため、8日 - 10日の試合が中止となった。 また、7日と12日 - 14日に行われる予定だった2軍の試合についても、けが人が多いことも考慮して中止となった。 （8日 - 10日については試合なし） |
| 2022年4月8日 - 10日               | 横浜DeNAベイスターズ - 中日ドラゴンズ                                   | 横浜スタジアム                                                                          | DeNAで6日に柴田竜拓、7日にチーフ投手コーチの斎藤隆、戸柱恭孝、牧秀悟、倉本寿彦、山下幸輝、チームスタッフ1人が陽性となり中止となった。また、石田健大、大田泰示、桑原将志、神里和毅が濃厚接触者の疑いで自主隔離となった。 8日以降になっても、砂田毅樹、楠本泰史、山崎康晃、桑原将志、チームスタッフ4人が次々と感染したことを受け、横浜市は集団感染と認定。チーム編成が困難となったため、8日 - 10日の試合が中止となった。 また、7日と12日 - 14日に行われる予定だった2軍の試合についても、けが人が多いことも考慮して中止となった。 （8日 - 10日については試合なし） |
| 2022年4月12日 - 4月14日           | 東北楽天ゴールデンイーグルス - オリックス・バファローズ                 | 楽天生命パーク宮城                                                                      | オリックスが11日に若月健矢、チームスタッフ3人が陽性になったと発表。7日に伏見寅威、8日以降にヘッドコーチの水本勝己、黒木優太、宗佑磨、頓宮裕真、小木田敦也、佐野皓大、太田椋が陽性となり、日本野球機構と楽天、オリックスを含めた関係各所で対応を協議して中止となった。 |
| 2022年6月29日                     | 福岡ソフトバンクホークス - 千葉ロッテマリーンズ                         | 福岡PayPayドーム                                                                        | ソフトバンクの選手およびコーチ・チームスタッフがコロナに大量感染したことに伴う一軍の活動停止のため。 7月1日はライオンズ・クラシック2022が予定されていたため、これらの関連イベントも中止となった。 （二軍と三軍については、一軍とは別行動であることと、全員に対して検査の結果陰性が確認されたため、通常通り活動を行う） |
| 2022年7月1日                      | 埼玉西武ライオンズ - 福岡ソフトバンクホークス                           | ベルーナドーム                                                                          | ソフトバンクの選手およびコーチ・チームスタッフがコロナに大量感染したことに伴う一軍の活動停止のため。 7月1日はライオンズ・クラシック2022が予定されていたため、これらの関連イベントも中止となった。 （二軍と三軍については、一軍とは別行動であることと、全員に対して検査の結果陰性が確認されたため、通常通り活動を行う） |
| 2022年7月9日・10日                | 東京ヤクルトスワローズ - 阪神タイガース                                 | 明治神宮野球場                                                                          | ヤクルトの高津臣吾監督および山田哲人選手ほか計24名が感染したため。 二軍においても感染者が相次ぎ、7月11日から13日にヤクルト戸田球場で予定していた試合が中止となった。 |
| 2022年7月22日 - 31日              | 読売ジャイアンツ戦6試合                                                 | （注釈参照）                                                                            | 巨人の原辰徳監督、岡本和真といった一軍・二軍の選手、コーチ、スタッフ計77人が感染、坂本勇人など怪我人も含めると、プレーできる支配下の内野手が足りず、試合の開催が不可能と判断されたため。 この大量感染の影響により、7月19日・20日に開催予定だった二軍の試合も中止となった。 （ちなみに、7月27日・28日のDeNA - 巨人の二軍戦（横須賀スタジアム）は、育成選手も含めれば選手が足りたため実施された。） |
| 2022年9月13日                     | オリックス・バファローズ - 東北楽天ゴールデンイーグルス                 | 京セラドーム大阪                                                                        | 新型コロナウイルスの影響で4月の楽天主催5試合が中止となり、楽天のシーズン終盤の日程が逼迫するおそれがあることから、同日に楽天生命パーク宮城にてホームとロードを入れ替え、前日12日と合わせて4月中止分2試合を振替開催。オリックス主催試合は日程順延となった。 |